# Matteo Carcassi
Matteo Carcassi (Firenze, 8 aprile 1796 – Parigi, 16 gennaio 1853 ) è stato un chitarrista e compositore italiano.
Inizia giovanissimo lo studio della chitarra, divenendo, a partire dal 1810, celebre concertista. Si stabilisce, riscuotendo grande successo, a Parigi (1816 ca.), città che dal 1822 frequentemente lascia per compiere tournée in Italia, Inghilterra e Germania. Le sue prime pubblicazioni escono nel 1820, e nel 1836 il suo Méthode complète pour la Guitare op. 59 inizia a circolare nella capitale francese riscuotendo molti consensi. Nel 1835 Carcassi ritorna stabilmente in Italia, e alterna l'attività concertistica a quella didattica. Muore a Parigi il 16 gennaio 1853.

## Composizioni
Le composizioni di Carcassi si caratterizzano per l'uso frequente di posizioni alte sulla tastiera, per l'utilizzo di una vasta gamma di effetti chitarristici e per una particolare cura riservata alla linea melodica. Peculiarità, quest'ultima, che ha come risvolto un minor interesse per gli aspetti polifonici.
Probabilmente la sua produzione non è al livello di quella dei due massimi compositori per chitarra di questo periodo, Fernando Sor e Mauro Giuliani, ma senza dubbio il compositore fiorentino ci ha lasciato lavori imprescindibili dal punto di vista didattico. Tra questi si ricordano il Metodo op. 59, tuttora utilizzato, Sei Capricci op. 26, e soprattutto i Venticinque studi melodici e progressivi op. 60, non eccessivamente impegnativi e di livello musicale elevato, che sviluppano tutti gli aspetti della tecnica chitarristica dell'epoca (scale semplici e doppie, arpeggi, legati, abbellimenti, ecc.)
Di grande virtuosismo sono invece le Fantasie (Op.33-38), costruite secondo una moda dell'epoca (vedi anche le Rossiniane di Giuliani) su motivi operistici, prevalentemente di Rossini (n°2 Il Conte Ory e n°4 Guglielmo Tell) e Auber (n°1 La muta di Portici e n°5 Frà Diavolo).